# چاله بزرگ

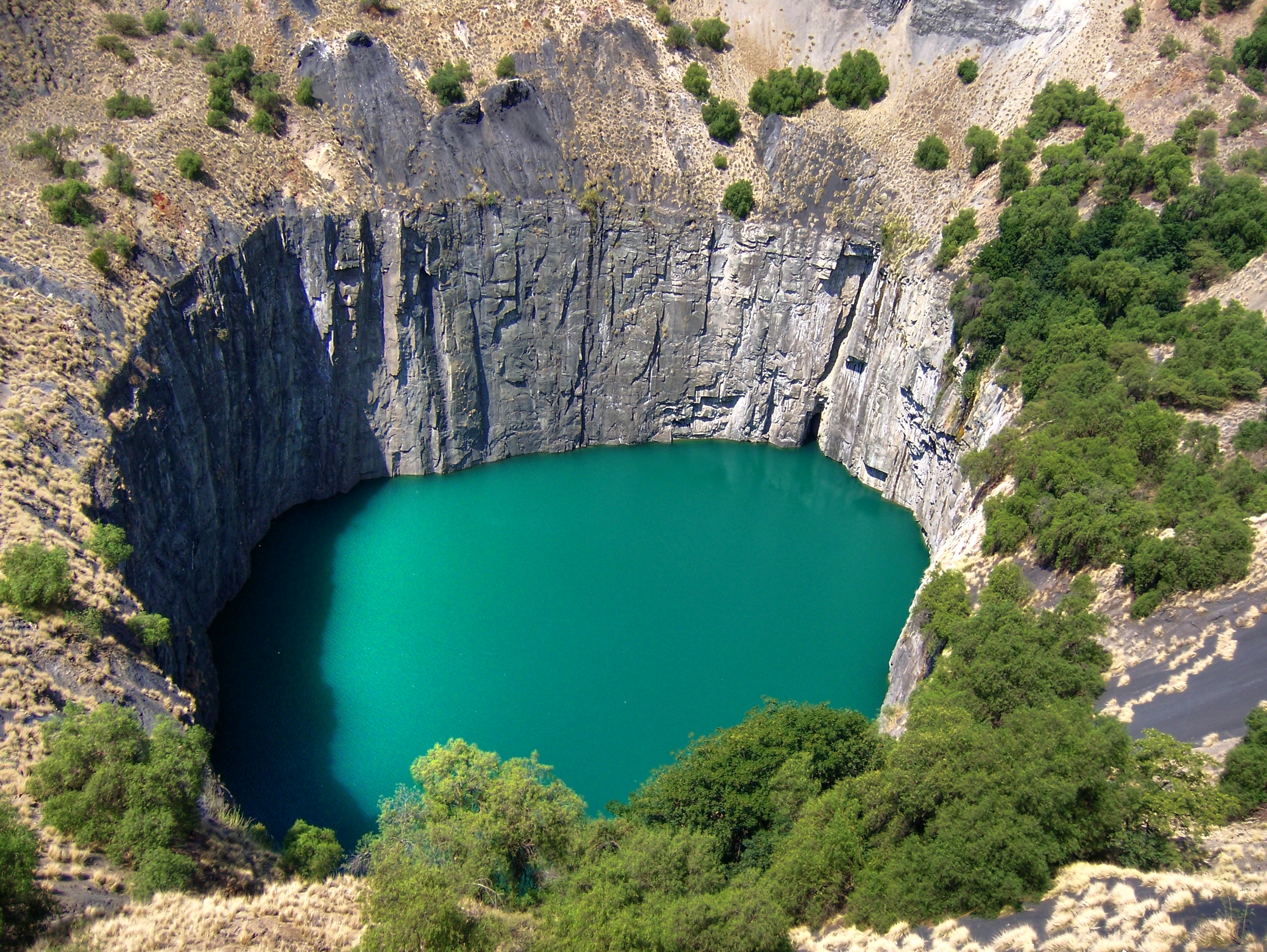
چاله بزرگ

چالهٔ بزرگ از جاذبه‌های اصلی گردشگری شهر کیمبرلی در آفریقای جنوبی است.
ادعا شده که این چاله بزرگ‌ترین چالهٔ دست‌ساز در جهان است ولی تحقیقات نشان می‌دهد که معدن یاخرس‌فونتین که با دست کنده شده از این چاله بزرگ‌تر است.
پهنای چاله بزرگ ۴۶۳ متر و ژرفای اصلی آن متر ۲۴۰ است. به خاطر ریخته‌شدن آشغال و آبگیری ژرفای قابل رؤیت آن امروزه ۱۷۵ متر است.

## تاریخچه
از سال ۱۸۶۶ تا ۱۹۱۴ حدود ۵۰ هزار معدنچی با بیل و کلنگ این چاله را کنده و از آن ۲۷۲۲ کیلوگرم الماس به‌دست آوردند.